# Selina Grotian
Selina Grotian, née le 25 mars 2004 à Garmisch-Partenkirchen, est une biathlète allemande.

## Biographie
Selina Grotian commence le ski de fond à l'âge de six ans et se met au biathlon à neuf ans. En 2023, elle obtient trois médailles lors des championnats d'Europe dont le titre sur la poursuite. En mars, elle est quadruple championne du monde junior (relais mixte, relais, sprint et poursuite) puis elle est sélectionnée pour la première fois pour participer à une étape de la Coupe du monde, celle d'Oslo-Holmenkollen. Elle y dispute le sprint et s'y classe 44e.
Elle participe aux Championnats du monde 2024 à Nové Město où elle se classe 4e de l'individuel, puis remporte la médaille de bronze sur le relais féminin avec Janina Hettich, Vanessa Voigt et Sophia Schneider.
Elle remporte sa première victoire en Coupe du monde en décembre 2024 sur la mass-start du Grand-Bornand.
Le 12 février 2025, en ouverture des championnats du monde à Lenzerheide, elle obtient la médaille de bronze du relais mixte en compagnie de Franziska Preuß, Philipp Nawrath et Justus Strelow.
Elle est la sœur cadette du biathlète Tim Grotian.

## Palmarès

### Championnats du monde
| Édition \ Épreuve | Individuel | Sprint | Poursuite | Mass start | Relais                    | Relais mixte              | Relais mixte simple |
| ----------------- | ---------- | ------ | --------- | ---------- | ------------------------- | ------------------------- | ------------------- |
| Nové Město 2024   | 4e         | —      | —         | 30e        | Médaille de bronze, monde | —                         | —                   |
| Lenzerheide 2025  | 46e        | 24e    | 10e       | 27e        | 5e                        | Médaille de bronze, monde | —                   |

Légende :
- : troisième place, médaille de bronze
- — : non disputée par Grotian

### Coupe du monde
- Meilleur classement général : 9e en 2025.
- 10 podiums :
  - 2 podiums individuels : 1 victoire et 1 deuxième place.
  - 6 podiums en relais : 2 victoires, 1 deuxième place et 3 troisièmes places.
  - 1 podium en relais mixte : 1 troisième place.
  - 1 podium en relais mixte simple : 1 troisième place.

Mis à jour le 23 mars 2025

#### Victoires
| Saison \ Épreuve | Individuel | Sprint | Poursuite | Mass start       | Total |
| 2024-2025        |            |        |           | Le Grand-Bornand | 1     |
| Total            | 0          | 0      | 0         | 1                | 1     |

Mis à jour le 22 décembre 2024

#### Résultats détaillés en Coupe du monde
| Résultats détaillés en Coupe du monde | Résultats détaillés en Coupe du monde | Résultats détaillés en Coupe du monde | Résultats détaillés en Coupe du monde | Résultats détaillés en Coupe du monde | Résultats détaillés en Coupe du monde | Résultats détaillés en Coupe du monde | Résultats détaillés en Coupe du monde | Résultats détaillés en Coupe du monde | Résultats détaillés en Coupe du monde | Résultats détaillés en Coupe du monde | Résultats détaillés en Coupe du monde | Résultats détaillés en Coupe du monde | Résultats détaillés en Coupe du monde | Résultats détaillés en Coupe du monde | Résultats détaillés en Coupe du monde | Résultats détaillés en Coupe du monde | Résultats détaillés en Coupe du monde | Résultats détaillés en Coupe du monde | Résultats détaillés en Coupe du monde | Résultats détaillés en Coupe du monde | Résultats détaillés en Coupe du monde | Résultats détaillés en Coupe du monde | Résultats détaillés en Coupe du monde | Résultats détaillés en Coupe du monde | Résultats détaillés en Coupe du monde | Résultats détaillés en Coupe du monde |
| Saison                                | 1                                     | 2                                     | 3                                     | 4                                     | 5                                     | 6                                     | 7                                     | 8                                     | 9                                     | 10                                    | 11                                    | 12                                    | 13                                    | 14                                    | 15                                    | 16                                    | 17                                    | 18                                    | 19                                    | 20                                    | 21                                    | 22                                    | 23                                    | 24                                    | 25                                    | Classement                            |
| ------------------------------------- | ------------------------------------- | ------------------------------------- | ------------------------------------- | ------------------------------------- | ------------------------------------- | ------------------------------------- | ------------------------------------- | ------------------------------------- | ------------------------------------- | ------------------------------------- | ------------------------------------- | ------------------------------------- | ------------------------------------- | ------------------------------------- | ------------------------------------- | ------------------------------------- | ------------------------------------- | ------------------------------------- | ------------------------------------- | ------------------------------------- | ------------------------------------- | ------------------------------------- | ------------------------------------- | ------------------------------------- | ------------------------------------- | ------------------------------------- |
| 2022-2023                             |                                       |                                       |                                       |                                       |                                       |                                       |                                       |                                       |                                       |                                       |                                       |                                       |                                       |                                       | .                                     | .                                     | .                                     | .                                     |                                       |                                       |                                       |                                       |                                       |                                       |                                       | n.c.                                  |
| 2022-2023                             | IN                                    | SP                                    | PU                                    | SP                                    | PU                                    | SP                                    | PU                                    | MS                                    | SP                                    | PU                                    | IN                                    | MS                                    | SP                                    | PU                                    | SP                                    | PU                                    | IN                                    | MS                                    | SP                                    | PU                                    | IN                                    | MS                                    | SP 44e                                | PU Ann.                               | MS                                    | n.c.                                  |
| 2023-2024                             |                                       |                                       |                                       |                                       |                                       |                                       |                                       |                                       |                                       |                                       |                                       |                                       |                                       |                                       | .                                     | .                                     | .                                     | .                                     |                                       |                                       |                                       |                                       |                                       |                                       |                                       | 29e                                   |
| 2023-2024                             | IN 77e                                | SP 21e                                | PU 21e                                | SP 33e                                | PU 40e                                | SP 38e                                | PU 41e                                | MS                                    | SP 21e                                | PU 45e                                | SP                                    | PU                                    | SI N.P.                               | MS                                    | SP                                    | PU                                    | IN 4e                                 | MS 30e                                | IN 28e                                | MS                                    | SP 13e                                | PU 13e                                | SP 18e                                | PU 11e                                | MS 14e                                | 29e                                   |
| 2024-2025                             |                                       |                                       |                                       |                                       |                                       |                                       |                                       |                                       |                                       |                                       |                                       |                                       |                                       |                                       | .                                     | .                                     | .                                     | .                                     |                                       |                                       |                                       |                                       |                                       |                                       |                                       | 9e                                    |
| 2024-2025                             | SI 50e                                | SP 48e                                | MS                                    | SP 5e                                 | PU 23e                                | SP 5e                                 | PU 14e                                | MS 1re                                | SP 10e                                | PU 5e                                 | IN 24e                                | MS 12e                                | SP 2e                                 | PU 6e                                 | SP 24e                                | PU 10e                                | IN 46e                                | MS 27e                                | SP 10e                                | PU 5e                                 | IN 15e                                | MS 10e                                | SP 69e                                | PU                                    | MS 21e                                | 9e                                    |

#### Podiums en relais en Coupe du monde
| Podiums en relais en Coupe du monde | Podiums en relais en Coupe du monde | Podiums en relais en Coupe du monde | Podiums en relais en Coupe du monde | Podiums en relais en Coupe du monde | Podiums en relais en Coupe du monde | Podiums en relais en Coupe du monde | Podiums en relais en Coupe du monde | Podiums en relais en Coupe du monde | Podiums en relais en Coupe du monde | Podiums en relais en Coupe du monde |
| n°                                  | Saison                              | Date                                | Lieu                                | Épreuve                             | Résultat                            | Composition                         | Composition                         | Composition                         | Composition                         | Compétition                         |
| ----------------------------------- | ----------------------------------- | ----------------------------------- | ----------------------------------- | ----------------------------------- | ----------------------------------- | ----------------------------------- | ----------------------------------- | ----------------------------------- | ----------------------------------- | ----------------------------------- |
| 1                                   | 2023-2024                           | 29-11-2023                          | Östersund                           | Relais 4 × 6 km                     | Médaille de bronze                  | J. Hettich                          | S. Grotian                          | V. Voigt                            | F. Preuss                           | Coupe du monde                      |
| 2                                   | 2023-2024                           | 17-02-2024                          | Nové Město                          | Relais 4 x 6 km                     | Médaille de bronze, monde           | J. Hettich                          | S. Grotian                          | V. Voigt                            | S. Schneider                        | Championnat du monde                |
| 3                                   | 2023-2024                           | 09-03-2024                          | Soldier Hollow                      | Relais 4 x 6 km                     | Médaille d'argent                   | J. Hettich                          | S. Grotian                          | V. Voigt                            | J. Kink                             | Coupe du monde                      |
| 4                                   | 2024-2025                           | 15-11-2024                          | Hochfilzen                          | Relais 4 x 6 km                     | Médaille d'or                       | V. Voigt                            | J. Tannheimer                       | S. Grotian                          | F. Preuss                           | Coupe du monde                      |
| 5                                   | 2024-2025                           | 12-01-2025                          | Oberhof                             | Relais mixte simple                 | Médaille de bronze                  | Justus Strelow                      | S. Grotian                          | Justus Strelow                      | S. Grotian                          | Coupe du monde                      |

### IBU Cup
- 3 podiums individuels, dont deux victoires.

 Dernière mise à jour le 11 mars 2023 

#### Podiums individuels en IBU Cup
| Podiums individuels en IBU Cup | Podiums individuels en IBU Cup | Podiums individuels en IBU Cup | Podiums individuels en IBU Cup | Podiums individuels en IBU Cup | Podiums individuels en IBU Cup |
| n°                             | Saison                         | Date                           | Lieu                           | Épreuve                        | Résultat                       |
| ------------------------------ | ------------------------------ | ------------------------------ | ------------------------------ | ------------------------------ | ------------------------------ |
| 1                              | 2022-2023                      | 04-12-2022                     | Idre Fjäll                     | Sprint 7,5 km                  | Médaille d'or                  |
| 2                              | 2022-2023                      | 25-01-2023                     | Lenzerheide                    | Individuel 15 km               | Médaille de bronze, Europe     |
| 3                              | 2022-2023                      | 28-01-2023                     | Lenzerheide                    | Poursuite 10 km                | Médaille d'or, Europe          |
| 4                              | 2022-2023                      | 04-02-2023                     | Obertilliach                   | Sprint 7,5 km                  | Médaille de bronze             |

### Championnats d'Europe
| Édition \ Épreuve | Individuel                 | Sprint | Poursuite             | Relais mixte              | Relais mixte simple |
| ----------------- | -------------------------- | ------ | --------------------- | ------------------------- | ------------------- |
| Lenzerheide 2023  | Médaille de bronze, Europe | 5e     | Médaille d'or, Europe | Médaille d'argent, Europe | —                   |

Légende :
- : première place, médaille d'or
- : deuxième place, médaille d'argent
- : troisième place, médaille de bronze
- — : non disputée par Selina Grotian

### Championnats du monde junior
| Mondiaux / Épreuve  | Individuel | Sprint                        | Poursuite                     | Relais                        | Relais mixte                  |
| 2023 Chtchoutchinsk | 5e         | Médaille d'or, Coupe du Monde | Médaille d'or, Coupe du Monde | Médaille d'or, Coupe du Monde | Médaille d'or, Coupe du Monde |